# 佘山駅
座標: 北緯31度6分47秒 東経121度13分27秒 / 北緯31.11306度 東経121.22417度
佘山駅（しゃざんえき）は上海市松江区に位置する上海地下鉄9号線の駅である。

## 駅構造
- 島式ホーム1面2線を有する高架駅。

## 駅周辺
- 佘山扶助者聖母大殿（カトリック教会）、佘山天文台
  - バスまたはタクシーで約10分

## 歴史
- 2007年12月29日 - 開業。

## 隣の駅
上海軌道交通
■9号線
洞涇駅 - 佘山駅 - 泗涇駅